# José Trinidad Zapata Ortiz
José Trinidad Zapata Ortiz (Zacatecas, 24 de maio de 1959) - sacerdote católico romano mexicano, desde 2014 bispo de Papantla.
Foi ordenado sacerdote em 9 de maio de 1990 e incardinado na diocese de San Andrés Tuxtla. Trabalhou em Catemaco, foi também reitor do seminário diocesano.
Em 12 de junho de 2004, foi preconizado como Bispo de San Andrés Tuxtla. Foi ordenado bispo em 31 de julho daquele ano por seu antecessor, Dom Guillermo Ranzahuer González.
Em 20 de março de 2014, o Papa Francisco o nomeou Bispo de Papantla.